# Santamaria (Avià)
Santamaria és una masia al costat de l'església romànica de Santa Maria d'Avià a la comarca del Berguedà.
És una masia construïda en diverses campanyes, hi ha una gran barreja de materials. En origen s'hi entrava pel cantó de llevant, reforçat amb un contrafort, però actualment l'entrada es fa per ponent. Està estructurada en planta baixa, tres pisos superiors i golfes. El parament d'aquest cos principal és de petites pedres sense treballar i maó per a determinats espais com cantonades, pilars, etc. A la cara posterior hi ha una galeria feta de maó als pisos superiors. La coberta és a dues aigües amb teula àrab. Hi ha altres cossos annexos, fruit de diversos moments.

## Història
Les notícies de la masia es remunten a l'edat mitjana. El bisbe de la seu d'Urgell, Arnau de Preixens (1167- 1194) estava fortament enemistat amb el trobador Guillem de Berguedà. Va fer fortificar la masia llavors anomenada soler d'Avià per vigilar i contrarestar els atacs del trobador.
S'ha dit que en origen podrien haver estat dependències conventuals. De fet, a l'era hi ha algunes tombes excavades a la roca. Les galeries amb balconada de fusta que donen a migjorn foren construïdes el 1866. Una part dels coberts afegits és del 1864. Les finestres, en canvi, són ja de 1856.
Els segles xvi i xvii adquirí un especial protagonisme gràcies a la prosperitat econòmica i a la política matrimonial que la va emparentar amb grans masies de la comarca (Santamaria de Serrateix, Minoves d'Olvan, Palau de Biure).